# معتز برشم
معتز عيسى برشم (مواليد 24 يونيو 1991 بالدوحة) لاعب قوى قطري من أصل سوداني في ألعاب القوى مختص في القفز العالي وبطل أولمبي سابق ويحمل الرقم القياسي الآسيوي في الوثب العالي. حيث حقق الميدالية الذهبية للقفز العالي في بطولة العالم للناشئين لألعاب القوى بكندا سنة 2010 مسجلا 30ر2 متر، وهو أيضا بطل آسيا 2011 في اليابان مسجلا 35ر2 متر في بطولة آسيا لألعاب القوى وفاز بالميدالية الذهبية في ألعاب العالم العسكرية 2011. وحقق ذهبية دورة الألعاب العربية بالدوحة في ديسمبر 2011 مكنته من التأهل إلى الألعاب الأولمبية في لندن. والفوز بالمجموعة الكاملة من الميداليات بالبرونزية. وقد فاز برشم في الأصل بالفضية في أولمبياد ريو الصيفية 2016 وتقاسم الذهب في أولمبياد طوكيو الصيفية 2020. أما في عام 2021 قاموا بترقية الميدالية البرونزية التي حصل عليها في أولمبياد لندن 2012 الصيفية إلى الفضية في تعادل ثلاثي على المركز الثاني بسبب استبعاد صاحب الميدالية الذهبية الأصلية مما ترك له ميداليتين فضيتين وذهبية واحدة. وحقق ذهبية آسيا في الصين 2023 وأكملت الميدالية البرونزية التي حصل عليها في دورة الألعاب الأولمبية الصيفية في باريس 2024 مجموع ميدالياته الأولمبية.
وهو أيضًا بطل العالم السابق وثاني أعلى قافز على الإطلاق برصيد 2.43 متر. فاز بالميدالية الذهبية في بطولة العالم 2017 في لندن، وفي بطولة العالم 2019 في الدوحة، وكذلك في بطولة العالم 2022 في يوجين.
يقفز برشم على قدمه اليسرى مستخدمًا تقنية فوسبيري فلوب مع قوس خلفي واضح فوق العارضة والذي يحققه من خلال النظر فوق حصيرة الهبوط. إن أحد إخوته -معمر- هو أيضًا لاعب قفز عالي. يُعتبر برشم أحد أفضل لاعبي القفز العالي على مر العصور حيث حصل على 4 ميداليات أولمبية بما في ذلك الميدالية الذهبية الأولمبية.

## مسيرته

### وقت مبكر من الحياة
ولد برشم في الدوحة لأب و عائلة سودانية. لديه خمسة إخوة واخت. كان والده أيضًا رياضيًا في ألعاب القوى وعداء مسافات متوسطة مما شجعه الالتحاق والتخرج من أكاديمية التفوق الرياضية في الدوحة والتي أنشأت عام 2005. ولهذا السبب أيضاً أصبح جميع أطفال عيسى برشم تقريبًا نشطين في هذه الرياضة باستثناء مشعل برشام الذي أصبح فيما بعد حارس مرمى كرة قدم. وقد حاول برشم الجري والقفز الطويل في شبابه. حيث قال في مقابلة مع الاتحاد الدولي لألعاب القوى: "نشأتُ في بيئة لا تُميزني عن أي طفل في قطر. ثم انضممتُ إلى نادٍ لأن والدي كان يتدرب في النادي فكان يصطحبني معه أحيانًا. عرفتُ ألعاب القوى بفضل والدي". والتحق بمدرسة عربية في الدوحة حيث تعلم التحدث باللغة الإنجليزية. وعندما بلغ الخامسة عشرة من عمره تحول إلى رياضة القفز العالي لأنها بدت أكثر متعة. بدأ تدريباته في الدوحة في أكاديمية أسباير. ثم أنهى تدريبه في أكاديمية أسباير عام 2009 وكان أفضل رقم شخصي له 2.14 متر. لكن في سبتمبر 2009 التقى بمدربه الجديد (والحالي) من الأصل البولندي /السويدي الجنسية ستانيسلاف "ستانلي" سزيربا والذي بدأ تدريبه في الدوحة. وأصبح مدربه منذ ذلك الحين وكما قال برشم " إنه أكثر من مجرد مدرب نحن مثل الأب والابن". في أثناء موسم الصيف في أوروبا أمضيا بعض الوقت في منزل سزيربا في وارسو ببولندا، كما تدربا أيضًا في السويد حتى لا يضطر برشم إلى إضاعة الوقت في السفر من وإلى قطر بين المسابقات.
شارك في بطولة العالم لألعاب القوى داخل قاعة عام 2010 في الدوحة وهو في الثامنة عشرة من عمره. تمكن خلالها من اجتياز ارتفاع 23ر2 م من دون أن ينجح في بلوغ الدور النهائي. لكن بعد مرور سنتين على تلك المشاركة. وفي أولمبياد لندن 2012 حقق ميدالية برونزية وحقق الميدالية الفضية في بطولة العالم لألعاب القوى في موسكو 2013، كما حقق الميدالية الذهبية في بطولة العالم لألعاب القوى عام 2019 في استاد خليفة. سجّل أفضل رقم عالمي لسنة 2010 في هذا الاختصاص داخل قاعة ومقداره 37ر2 م. ويحمل الرقم القياسي العربي. وفي 1 أغسطس 2021، حقق الميدالية الذهبية للوثب العالي في أولمبياد طوكيو 2020 بالمُناصفة مع الإيطالي جانماركو تامبيري.
حقق برشم نجاحاته الدولية الأولى في عام 2010. حيث حقق رقمًا قياسيًا قطريًا داخل الصالات في جوتنبرج في أوائل فبراير بقفزة بلغت 2.25 م ثم فاز بالميدالية الذهبية في بطولة آسيا لألعاب القوى داخل الصالات 2010 حيث فاز بفارق 2.20 م. أختير لتمثيل قطر في بطولة العالم لألعاب القوى داخل الصالات 2010 في الدوحة وتركه أداؤه 2.23 م في المركز الرابع عشر في الجولة التأهيلية. إن هذه الإنجازات جعلته أول خريج على الإطلاق من أكاديمية أسباير يتنافس في بطولة العالم بالإضافة إلى حصوله على الرقم القياسي الوطني في رياضة أوليمبية. وفي مايو 2010 فاز برشام ببطولة العرب لألعاب القوى للناشئين في القاهرة محققًا أفضل رقم في الهواء الطلق وهو 2.23 م، ثم واصل مسيرته ليضمن الفوز باللقب القاري للناشئين في بطولة آسيا لألعاب القوى للناشئين عام 2010. أما علامته الفائزة في المسابقة (2.31 م) فكانت رقمًا قياسيًا وطنيًا وعلامة رائدة عالميًا للرياضيين الناشئين -وكانت أيضًا أفضل قفزة للاعب ناشئ منذ ما حققه هوانج هاي ‏ تشيانج 2.32 م في عام 2006. ثم واصل الفوز في بطولة العالم للناشئين في ألعاب القوى عام 2010 في مونكتون حيث حقق ارتفاعًا قدره 2.30 م.

### 2011
فاز بالميدالية الذهبية في بطولة آسيا لألعاب القوى في كوبي بعد أن قفز على ارتفاع 2.35 متر وهو رقم قياسي وطني وبطولي جديد. وواصل مستواه الجيد وفاز بالميدالية الذهبية في الألعاب العسكرية العالمية في ريو دي جانيرو بالبرازيل برقم 2.28 م بالتصفية. حيث شارك لأول مرة على مستوى الكبار في بطولة العالم لألعاب القوى 2011 في دايجو ووصل إلى النهائي، لكنه أضاع الميدالية في العد العكسي واحتل المركز السابع في الترتيب العام. ثم أصبح بطلاً في القفز العالي في بطولة مجلس الخليج والبطولة العربية قبل أن يختتم عامه بميدالية ذهبية دولية أخرى في دورة الألعاب العربية 2011 التي أقيمت على أرض الوطن في الدوحة.

### 2012
في بطولة آسيا للصالات المغلقة 2012 التي أقيمت في هانغتشو بالصين في 19 فبراير 2012، فاز برشام بالميدالية الذهبية وحقق أفضل رقم شخصي جديد (ورقم قياسي وطني) بلغ 2.37 م (7 قدم 9 بوصة) محطمًا الرقم القياسي السابق للبطولة وهو 2.34: كما كانت أيضًا أعلى قفزة داخلية في العالم حتى الآن في عام 2012. وبدأ القفز عند ارتفاع 2.10 متر وحصل على المحاولات الأولى عند ارتفاع 2.15 و2.20 و2.24 متر قبل أن يفشل مرة واحدة عند ارتفاع 2.28 متر، ليتراجع مؤقتا إلى المركز الثاني عندما نجح القافز الصيني تشانج جووي في المحاولة الأولى. ثم فشل تشانج عند 2.31 بينما استأنف برشم قفزاته الخالية من العيوب بتسجيله قفزات أولى عند 2.31 و2.34 و2.37. ثم فشل في ثلاث محاولات في 2.40.

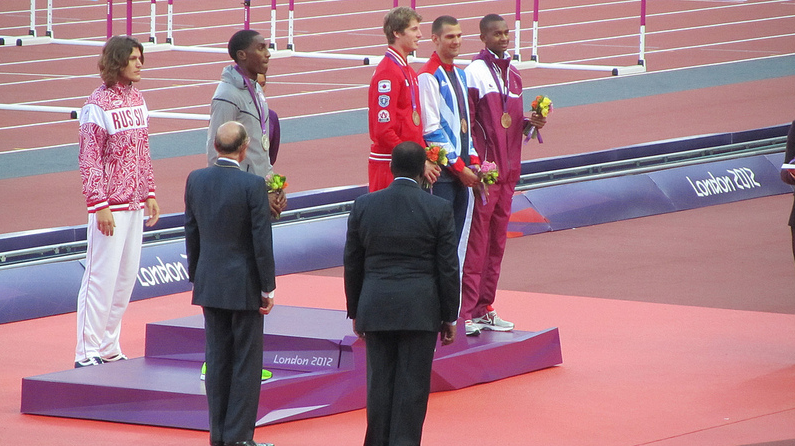
برشم على منصة التتويج في أولمبياد 2012

في دورة الألعاب الأولمبية 2012 التي أقيمت في لندن بالمملكة المتحدة في 7 أغسطس، فاز برشم بالميدالية البرونزية بقفزة بلغت 2.29، ليحتل المركز الثالث متعادلاً مع ديريك دروين من كندا وروبرت جرابارز من بريطانيا العظمى. في عام 2019 جرد الفائز بالمسابقة إيفان أوخوف من الميدالية الذهبية من قبل محكمة التحكيم الرياضية بسبب جرائم المنشطات، وفي عام 2021 تمت ترقية برشم إلى جانب دروين وجرابارز إلى الميداليات الفضية المشتركة لهذا الحدث.
تعرض برشم لإصابة في الظهر في أوائل عام 2012 وقال (لاحقًا) إنه لم يكن بصحة جيدة في أولمبياد لندن. وتبين أن المشكلة هي كسر إجهادي في الفقرة القطنية الخامسة (أل5). وفي مقابلة مع الاتحاد الدولي لألعاب القوى في أبريل 2013 قال برشم: "بدأت أشعر بألم شديد قبل بطولة العالم لألعاب القوى داخل الصالات المغلقة (2012) ثم اضطررت للتوقف قليلاً. قبل الأولمبياد اضطررت للتوقف مجددًا لكن لدينا مركزًا رياضيًا ممتازًا في الدوحة وتلقيت العلاج أيضًا في وارسو."

### 2013
بدأ برشم موسمه 2013 داخل الصالات في السويد في منتصف يناير. وشارك في ست مسابقات في أوروبا في31⁄2 أسابيع ونصف يقفز دائمًا بمعدل 2.30 أو أفضل ويفوز بخمس من المسابقات الست قبل أن تجبره إصابة الظهر على إنهاء مسيرته مبكرًا. أفضل رقم حققه هذا الموسم وهو 2.37 متر حيث عادَل أفضل رقم له داخل الصالات في مسيرته المهنية وكان الأعلى في العالم داخل الصالات في عام 2013.

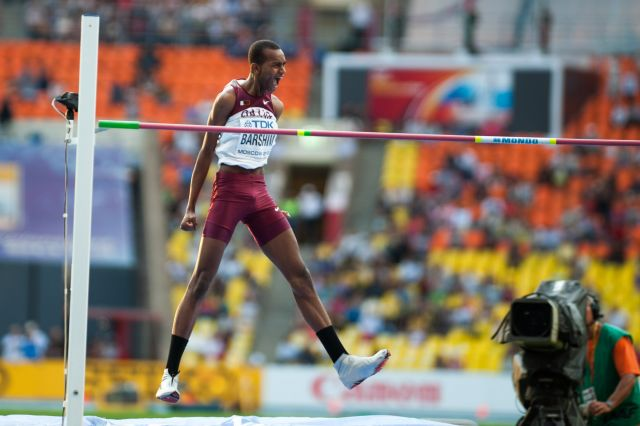
برشم يحتفل بالتصفية في بطولة العالم 2013

بدأ مشواره بمسابقتين "أصغر" في السويد حيث قفز مسافة 2.30 متر في 13 يناير ثم قفز مسافة 2.33 متر (7' 7 3/4") وهو أفضل رقم عالمي (مبكر) في فاكسيو في 20 يناير. ثم تنافس في جولة مورافيا للقفز العالي التي أقيمت بدعوة فقط واحتل المركز الثاني (بعد إخفاقاته) خلف البطل الأولمبي إيفان أوخوف حيث قفز كلاهما مسافة 2.30 متر في هوستوبيس في 26 يناير. ثم فاز برشم في مباراة الإياب في ترينيك في 29 يناير معادلاً الرقم القياسي للقاء وهو 2.34. في 3 فبراير فاز بدورة الألعاب الشتوية الروسية في موسكو بقفزة أخرى هي الأفضل عالميا بواقع 2.37 متر - والتي عادلت أيضا رقمه القياسي الآسيوي داخل الصالات من عام 2012 - منهيا تلك المنافسة بفارق ضئيل بقفزة 2.40 متر. ثم طار إلى مسابقة القفز العالي أوروبا إس سي في بانسكا بيستريتسا بجمهورية سلوفاكيا حيث أدى ألم ظهره إلى تقييد قفزاته. في واحدة من أقوى المنافسات هذا العام تمكن خمسة قافزين من تحقيق مسافة 2.30 متر. وبدأ برشم عند 2.15 ثم قفز عند 2.30 ثم انتقل إلى 2.36 حيث منحته محاولته الثالثة للقفز (قفزته الخامسة فقط بشكل عام) الفوز.
وانتهى موسم برشم داخل الصالات في السادس من فبراير/شباط لأنه لم يرغب في المخاطرة بمزيد من الإصابات على أمل أن يتمكن من إثارة حماس جماهير بلدته عندما تفتتح بطولة الدوري الماسي لألعاب القوى موسم 2013 في الهواء الطلق في الدوحة في العاشر من مايو/أيار.
بدأ معتز موسمه الخارجي في 10 أبريل 2013 بـ"ظهور" في بطولة دول مجلس التعاون الخليجي لألعاب القوى التي أقيمت في استاد خليفة الدولي في الدوحة. وقد قام بقفزتين فقط حيث ركض بشكل عرضي من مسافة نصف المسافة التي يقترب منها عادة ليقفز 2.19 متر في محاولته الأولى ثم تحسن إلى 2.25 متر في محاولته الثانية. وبعد أن حقق الفوز توقف عن اللعب لتجنب إصابة ظهره. وحصل شقيقه الأصغر معمر على المركز الثاني بقفزة بلغت 2.16.
في لقاء بريفونتين كلاسيك الماسي في يوجين بأوريغون (1 يونيو 2013) فاز برشم ليصبح واحدًا من ثلاثة رجال تجاوزوا 2.36 (7'8 3/4") وهو رقم قياسي جديد. كان برشم في الصدارة دون أي إخفاق. بعد أن أخطأ الجميع في محاولتهم عند 2.39 أنقذ برشم الذي كان في المركز الأخير محاولته الأخيرة (الثالثة) ليحقق أفضل رقم شخصي جديد قدره 2.40 (7'10") ونجح في ذلك. وأصبح الرجل الثامن في التاريخ الذي يتمكن من تجاوز حاجز 2.40 متر في الهواء الطلق والأول منذ عام 2000. كانت أفضل نتيجة حققها في عام 2013 هي الميدالية الفضية في بطولة العالم لألعاب القوى 2013 في موسكو بروسيا.

### 2014
قفز برشم بشكل قليل خلال موسم 2014 الداخلي بسبب آلام الظهر المزمنة. ومع ذلك دخل بطولة العالم لألعاب القوى داخل الصالات 2014 في سوبوت بولندا يومي 8 و9 مارس باعتباره المرشح الأوفر حظاً للفوز بالميدالية وذلك خلف القافز الروسي المفضل بشدة إيفان أوخوف. في المباراة النهائية التي أقيمت يوم الأحد 9 مارس كان أداء برشم مذهلاً حيث حطم 7 ارتفاعات متتالية في محاولته الأولى، بما في ذلك الرقم القياسي الآسيوي الجديد داخل الصالات المغلقة وهو2.38 m (7 قدم 9 3⁄4 بوصة). تطلب الأمر من أوخوف 3 محاولات لتجاوز هذا الارتفاع وعندما فشل كلا الرجلين في 2.40 م، فاز برشم بالميدالية الذهبية، في حين حصل أوخوف على الميدالية الفضية بناءً على العد العكسي لكسر التعادل (الإخفاقات). وفاز القطري البالغ من العمر 22 عاما الآن بميدالية في آخر ثلاث مسابقات كبرى: البرونزية في أولمبياد لندن 2012 والفضية في بطولة العالم 2013 في موسكو والذهبية في بطولة العالم داخل الصالات 2014 في سوبوت.
في أوائل شهر مايو عندما جاءت بطولة الدوري الماسي لألعاب القوى إلى موطنه كان على برشم أن يشاهد أوخوف وهو لا يتفوق عليه فحسب بل ويتقدم أيضًا ليعادل ثالث أعلى قفزة على الإطلاق وهي 2.41 متر. م؛ ثم هبط برشم إلى المركز الرابع خلف ديريك دروين وإريك كينارد. وفي الخامس من يونيو/حزيران في روما قلب تلك النتيجة لينضم إلى المجموعة التي تساوي ثالث أفضل رقم على الإطلاق بزمن 2.41 ثانية، بينما احتل أوخوف المركز الخامس خلف نفس الرياضيين وبوهدان بوندارينكو (الذي هو أيضا جزء من المجموعة من عام 2013).
وبعد مرور أسبوع ونصف في بطولة جائزة أديداس الكبرى في ملعب إيكان في مدينة نيويورك تنافس برشم وبوندارينكو بقوة. في محاولته الأولى عند 2.42 تمكن برشم من تحسين رقمه الشخصي والرقم القياسي القاري الآسيوي الخاص به، بينما سجل الرقم القياسي في الدوري الماسي بقفزة رائدة عالميًا في عام 2014، معادلاً بذلك الرقم القياسي العالمي السابق الذي سجله باتريك سيوبيرج في عام 1987 باعتباره ثاني أفضل قفزة في الهواء الطلق في التاريخ. وبعد لحظات عادل بوندارينكو قفزة برشم أيضا في محاولته الأولى. كما قفز أوخوف وكارلو ثرينهاردت (1988) أيضًا إلى هذا الارتفاع في ظل ظروف أكثر تحكمًا في الداخل. ثم أضاع برشم محاولته الأولى عند 2.44 م. متقدمًا على الأخطاء قرر بوندارينكو التمرير عند 2.44 م ونتيجة لذلك تجاوز برشم أيضًا قفزاته المتبقية عند 2.44 م ثم رُفع الشريط إلى 2.46 م سنتيمتر واحد فوق الارتفاع القياسي العالمي الحالي البالغ 2.45  أطلق سراحه في 27 يوليو 1993 من قبل خافيير سوتومايور من كوبا. قام كلا القافزان بخمس محاولات مشتركة لتحطيم الرقم القياسي العالمي وكان برشم الأقرب إلى تجاوز هذا الارتفاع في محاولته الأولى. قفزات بوندارينكو وبرشم هي الأفضل في العالم منذ أن حقق الكوبي خافيير سوتومايور ارتفاع 2.42 متر. م في إشبيلية في 5 يونيو 1994. فقط سوتومايور في أربع مناسبات قفزت أعلى من هذين الرجلين. كما قام الرجلان بمحاولات متعددة لتحطيم الرقم القياسي في اللقاء الأخير من دوري الماس لموسم 2014 في بروكسل. وكان برشم قريبا ًمرة أخرى من تحقيق هدفه في محاولته الأخيرة حيث اصطدم بالعارضة بكعبه. وفاز بالمسابقة برقم شخصي قدره 2.43 مما منحه مكانة ثاني أعلى قافز على الإطلاق خلف قفزتي سوتومايور القياسيتين 2.44 و2.45.
في العام نفسه فاز برشام أيضًا ببطولة آسيا لألعاب القوى داخل الصالات 2014 في هانغزو بالصين ودورة الألعاب الآسيوية 2014 في إنتشون بكوريا الجنوبية.

### 2015
في عام 2015 فاز برشم ببطولة الدوري الماسي لألعاب القوى في يوجين بأوريغون والتي تُعرف أيضًا باسم بريفونتين كلاسيك.

### 2016
تنافس برشام مرة أخرى لصالح قطر في الألعاب الأولمبية وحصل على الميدالية الفضية في القفز العالي. وفي ذلك العام فاز أيضًا بجولات الدوري الماسي لألعاب القوى في لوزان بسويسرا وبرمنغهام.

### 2017
تنافس برشم باسم قطر في بطولة العالم لألعاب القوى وفاز بالميدالية الذهبية في الوثب العالي. حيث كان بطل العالم والأولمبياد المدافع ديريك دروين من كندا مصابًا ولم يشارك. وبالإضافة إلى ذلك فاز أيضًا بجولات الدوري الماسي لألعاب القوى في زيورخ وبرمنغهام وباريس وشنغهاي في عام 2017.

### 2018
في فبراير في مسابقة القفز العالي الرابعة والعشرين في بانسكا بيستريتسيا انتهت سلسلة انتصاراته بعد حصوله على 12 مركزًا أولًا حيث حصل على المركز الثاني. وفي بطولة العالم لألعاب القوى داخل الصالات التي أقيمت في برمنغهام بالمملكة المتحدة حصل على المركز الثاني أيضًا. وفي العام نفسه فاز بجولتي دوري الماس التابع للاتحاد الدولي لألعاب القوى في أوسلو ويوجين بالإضافة إلى بطولة آسيا الثامنة لألعاب القوى داخل الصالات المغلقة في طهران بإيران.

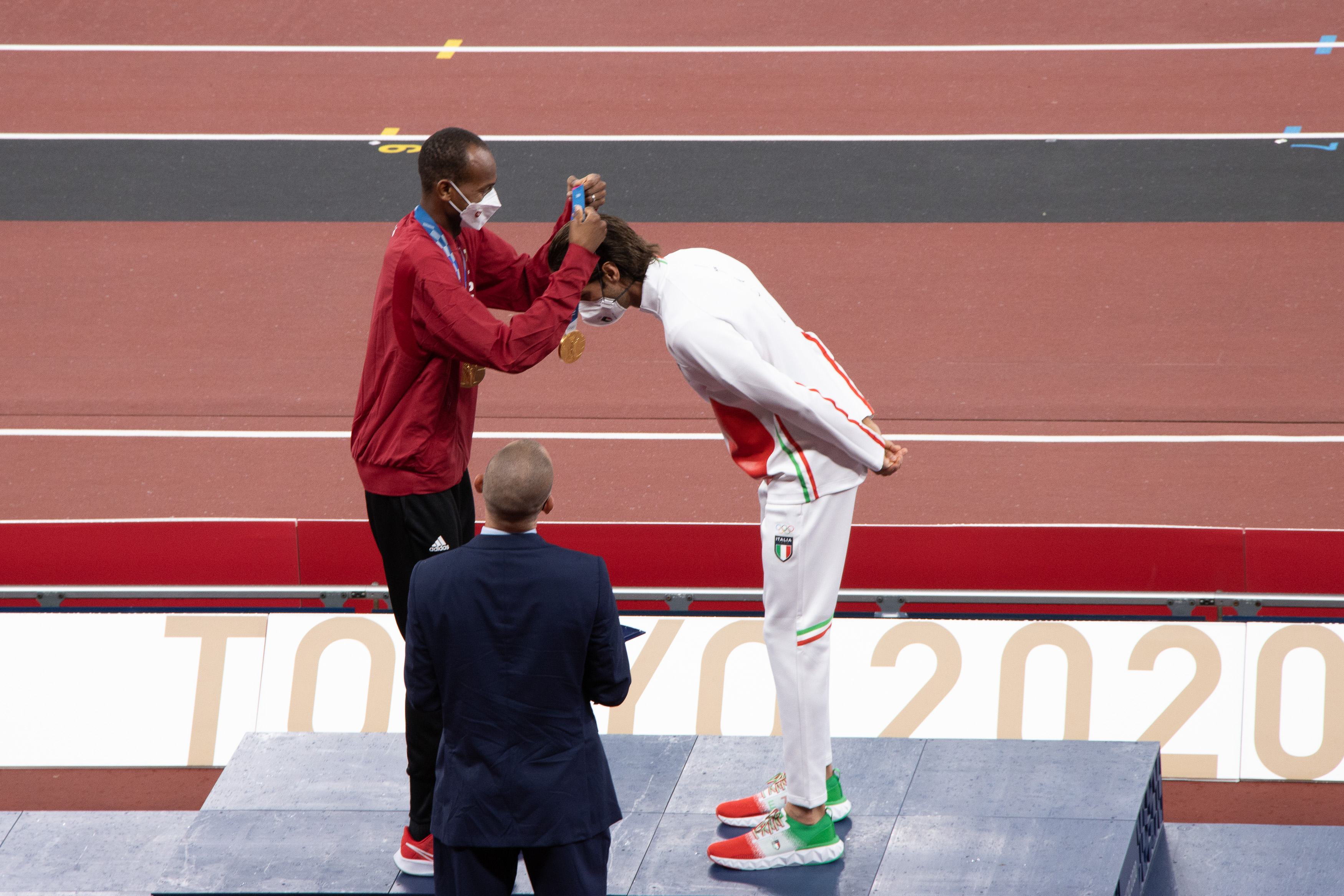
يقدم برشم الميدالية الذهبية لبطل القفز العالي جيانماركو تامبيري في دورة الألعاب الأولمبية طوكيو 2020.

### 2019
في أكتوبر أصبح برشم أول رجل يدافع عن لقب بطولة العالم للقفز العالي عندما فاز في مسقط رأسه الدوحة بقفزة هي الأفضل في العالم بارتفاع 2.37 م.

### 2021
فاز برشم بالميدالية الذهبية الأولمبية في أولمبياد صيف 2020 في مسابقة الوثب العالي وهي الميدالية الذهبية الأولى لقطر في ألعاب القوى (والثانية في أي رياضة بعد رافع الأثقال فارس الباخ الذي فاز بالميدالية الذهبية في وزن 96 كجم قبل يوم واحد فقط من برشم). وهو فائز بالميدالية الذهبية مناصفةً حيث تمكن هو والإيطالي جيانماركو تامبيري من تجاوز ارتفاع 2.37 مترًا في محاولتهما الأولى ثم فشلا بعد ذلك في تجاوز ارتفاع 2.39 مترًا. وقد وافق كل من تامبيري وبرشم على تقاسم الميدالية الذهبية في حالة نادرة في تاريخ الألعاب الأولمبية حيث وافق رياضيون من دول مختلفة على تقاسم نفس الميدالية. ثم بعد القفزات الفاشلة سأل برشم الحكم "هل يمكننا الحصول على ذهبيتين؟" وعندما سمع الإجابة التي كانت بنعم احتضن تامبيري قائلاً "التاريخ يا صديقي".

### 2024
فاز برشام بالميدالية البرونزية في مسابقة القفز العالي في دورة الألعاب الأولمبية الصيفية 2024 حيث سجل ارتفاعًا قدره 2.34 مترًا.

## الحياة الشخصية
وهو الشقيق الأكبر للاعب نادي السد ومنتخب قطر لكرة القدم مشعل برشم.

## سجل المنافسة
| العام | المسابقة                               | المكان                          | المركز   | ملاحظة    |
| ----- | -------------------------------------- | ------------------------------- | -------- | --------- |
| 2010  | البطولات الآسيوية داخل الصالات         | طهران في إيران                  | 1st      | 2.20 م    |
| 2010  | بطولة العالم داخل الصالات              | الدوحة في قطر                   | 14th (q) | 2.23 م    |
| 2010  | بطولة آسيا للناشئين                    | هانوي في فيتنام                 | 1st      | 2.31 م NR |
| 2010  | بطولة العالم للناشئين                  | مونكتونفي كندا                  | 1st      | 2.30 م    |
| 2010  | بطولة غرب آسيا لألعاب القوى            | حلب في سوريا                    | 2nd      | 2.21 m    |
| 2010  | الألعاب الآسيوية                       | غوانجو بالصين                   | 1st      | 2.27 م    |
| 2011  | بطولة آسيا لألعاب القوى                | كوبه باليابان                   | 1st      | 2.35 م NR |
| 2011  | بطولات العالم                          | دايغو في كوريا الجنوبية         | 7th      | 2.32 م    |
| 2011  | الألعاب العربية                        | الدوحة بقطر                     | 1st      | 2.30 م    |
| 2012  | البطولات الآسيوية داخل الصالات         | هانغتشوفي الصين                 | 1st      | 2.37 م AR |
| 2012  | بطولة العالم داخل الصالات              | إسطنبول بتركيا                  | 9th      | 2.28 م    |
| 2012  | الألعاب الأولمبية                      | لندن في المملكة المتحدة         | 2nd      | 2.29 م    |
| 2012  | بطولة غرب آسيا                         | دبي في الإمارات العربية المتحدة | 1st      | 2.32 م    |
| 2013  | بطولات العالم                          | موسكو في روسيا                  | 2nd      | 2.38 م    |
| 2014  | البطولات الآسيوية داخل الصالات         | هانغتشو بالصين                  | 1st      | 2.36 م    |
| 2014  | بطولة العالم داخل الصالات              | سوبوت ببولندا                   | 1st      | 2.38 م AR |
| 2014  | الألعاب الآسيوية                       | إنتشون في كوريا الجنوبية        | 1st      | 2.35 م    |
| 2015  | البطولات الآسيوية                      | ووهان في الصين                  | 3rd      | 2.20 م    |
| 2015  | بطولات العالم                          | بكين في الصين                   | 4th      | 2.33 م    |
| 2016  | بطولة آسيا لألعاب القوى داخل الصالات   | الدوحة بقطر                     | 1st      | 2.35 م    |
| 2016  | بطولة العالم لألعاب القوى داخل الصالات | بورتلاند في الولايات المتحدة    | 4th      | 2.29 م    |
| 2016  | الألعاب الأولمبية                      | ريو دي جانيرو بالبرازيل         | 2nd      | 2.36 م    |
| 2017  | بطولات العالم                          | لندن في المملكة المتحدة         | 1st      | 2.35 م    |
| 2018  | بطولة آسيا لألعاب القوى داخل الصالات   | طهران بإيران                    | 1st      | 2.38 م    |
| 2018  | بطولة العالم لألعاب القوى داخل الصالات | برمنغهام بإنجلترا               | 2nd      | 2.33 م    |
| 2019  | بطولات العالم                          | الدوحة في قطر                   | 1st      | 2.37 م    |
| 2021  | الألعاب الأولمبية                      | طوكيو في اليابان                | 1st      | 2.37 م    |
| 2022  | دورة الألعاب الخليجية                  | مدينة الكويت بالكويت            | 1st      | 2.15 م    |
| 2022  | بطولات العالم                          | يوجين بالولايات المتحدة         | 1st      | 2.37 م    |
| 2023  | بطولة غرب آسيا                         | الدوحة بقطر                     | 1st      | 2.20 م    |
| 2023  | بطولات العالم                          | بودابست في المجر                | 3rd      | 2.33 م    |
| 2023  | الألعاب الآسيوية                       | هانغتشو في الصين                | 1st      | 2.35 م    |
| 2024  | الألعاب الأولمبية                      | باريس بفرنسا                    | 3rd      | 2.34 م    |

## روابط خارجية
- Mutaz Barshim official website
- Mutaz Essa Barshim على موقع الاتحاد الدولي لألعاب القوى
- Mutaz Essa Barshim at Olympics.com
- Mutaz Barshim at Team Qatar
- Photos of Barsham 246cm World Record attempts at the Gyulai Memorial competition 2018 in Hungary نسخة محفوظة 10 مارس 2019 على موقع واي باك مشين.

- معتز برشم على موقع الاتحاد الدولي لألعاب القوى (الإنجليزية)
- معتز برشم على موقع الدوري الماسي (الإنجليزية)
- معتز برشم على موقع اللجنة الأولمبية الدولية (الإنجليزية)
- معتز برشم على موقع أوليمبيديا (الإنجليزية)